# Provincia di Chiriquí
La provincia di Chiriquí è una delle province di Panama, situato sulla costa occidentale del paese. È tra le province più sviluppate del Paese e la sua capitale è la città di David.
La provincia di Chiriquí confina a nord con la provincia di Bocas del Toro e la provincia di Ngobe-Buglé, a ovest con la Costa Rica, a est con la provincia di Veraguas; a sud è bagnata dall'oceano Pacifico.
La provincia ha una dimensione di 6476,2 km², con una popolazione di 368 790 abitanti che occupano 87 509 abitazioni secondo il censimento del 2000.

## Origini del nome
Chiriquí significa "Valle della Luna" per gli indigeni Ngäbe-Buglé. Secondo lo studioso Phillip Young, il nome del popolo Guaymí è menzionato per la prima volta nelle Cronache di Fernando Colombo, in cui si racconta il quarto viaggio di Cristoforo Colombo dal Mar dei Caraibi all'istmo, nel 1502. Anche stando ai cronisti spagnoli gli aborigeni chiamavano questa regione Chiriquí o Cheriqué, una parola che significa appunto "valle della Luna".

## Storia

### Periodo coloniale
Lo spagnolo Gaspar de Espinosa fu lo scopritore, l'esploratore e il conquistatore della regione chiricana, nel 1519. Secondo lo storico Ernesto J. Castillero, Chiriquí è menzionata per la prima volta nella Relazione di Gil González Dávila, il quale nel 1522 perlustrò a piedi la costa pacifica panamense.

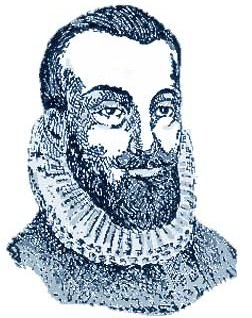
Gil González Dávila

### Periodo colombiano

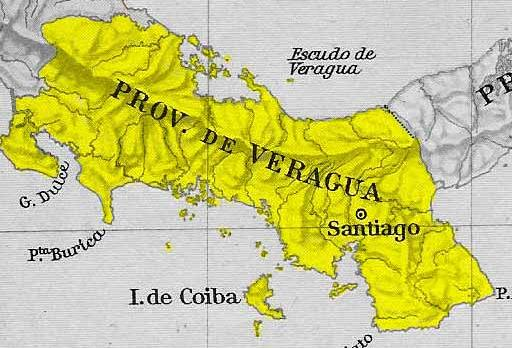
Provincia di Veragua nel 1810

Nel 1822, dopo l'unione con la Colombia, Panama rientrò amministrativamente nel "Dipartimento dell'istmo". Nel 1824, fu diviso in due province: Panama e Veraguas. Quest'ultima includeva le odierne Bocas del Toro e Chiriquí. Il 26 maggio 1849, per mano del presidente colombiano José de Obaldía, la provincia di Veraguas fu divisa tramite un decreto del Congresso della Nuova Granada in due province: Veraguas e Chiriquí. La nuova entità amministrativa si estendeva fino a Bocas del Toro, che divenne, dal 1850, cantone di Chiriquí. Il primo governatore della nuova provincia fu Pablo Arosemena de la Barrera.

### Panama
Dal 1916 al 1949, un elemento vitale per il commercio a Chiriquí fu la Ferrovia Nazionale di Chiriquí (Ferrocarril Nacional de Chiriquí), progettata dallo statista Belisario Porras per accelerare lo sfruttamento e la commercializzazione di prodotti agricoli provenienti dalle regioni più produttive della nazione panamense. La ferrovia si estendeva per 165 chilometri e collegava Pedregal, David, Potrerillos, Boquete, La Concepción, San Andrés, Progreso e Puerto Armuelles.

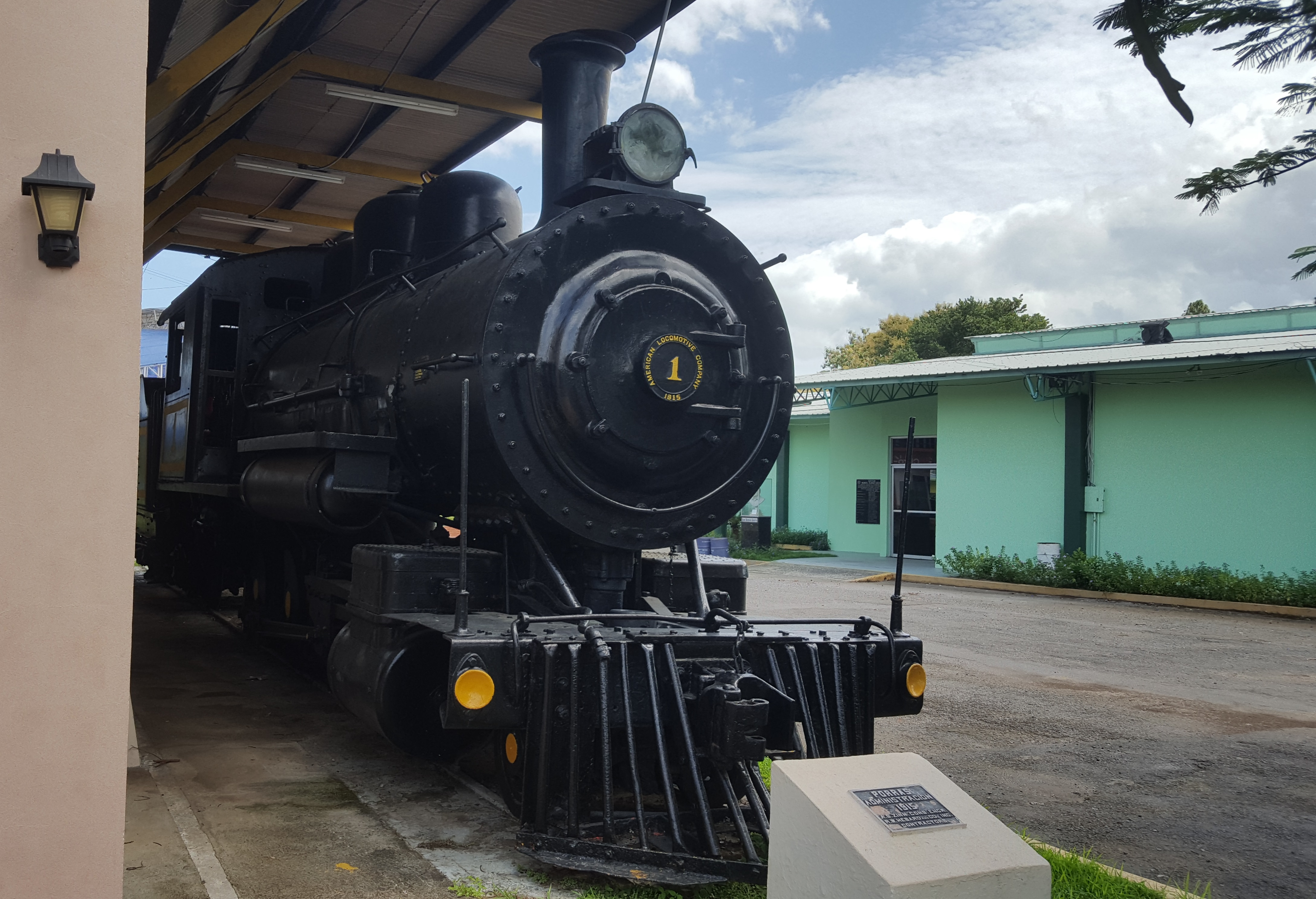
Locomotiva posizionata nei pressi della vecchia stazione panamense

La tratta divenne nel giro di qualche decennio rilevante anche per la comunicazione e la navigazione aerea. Furono infatti allestiti aeroporti di diverse dimensioni a David, Divalá, Volcán, Puerto Armuelles e San Félix sia per il trasporto merci sia per quello passeggeri, in assenza di adeguate rotte terrestri. Anche l'autostrada nazionale rivestì un ruolo importante dal 1930 al 1967, quando fu inaugurata la panamericana.
Chiriquí costituì la base operativa di un movimento di guerriglia pro-democratico operativo per qualche anno tra la fine degli anni 1960 e l'inizio degli anni 1970. Nel 1983, l'aeroporto di David servì come punto d'accesso al generale Omar Torrijos Herrera, autore nel medesimo anno di un colpo di Stato con cui assunse il potere politico. Il governo di Herrera divenne presto noto per le politiche di ridistribuzione delle proprietà terriere a favore dei contadini chiricani che avessero promosso importanti attività agricole.
Dopo il governo del generale Manuel Noriega (1983-1989), Guillermo Endara divenne presidente di Panama e conferì a Edgar de Puy la carica di governatore di Chiriquí. La provincia ha avviato da allora una politica di sostegno per incrementare e incentivare l'allevamento, la pesca, l'agricoltura e il turismo. La produzione di carne, caffè, banane, agrumi e latticini ha consentito alla provincia di guadagnarsi un certo standard nello scacchiere agroindustriale del Paese e no.
Dal 1996 la provincia ha un suo inno, l'inno provinciale di Chiriquí, realizzato da Humberto Bonilla.
Con la creazione della comarca indigena Ngäbe-Buglé nel 1997 con decreto presidenziale, Chiriquí e altre province vicine hanno visto il proprio territorio ridursi in termini di superficie.

## Geografia

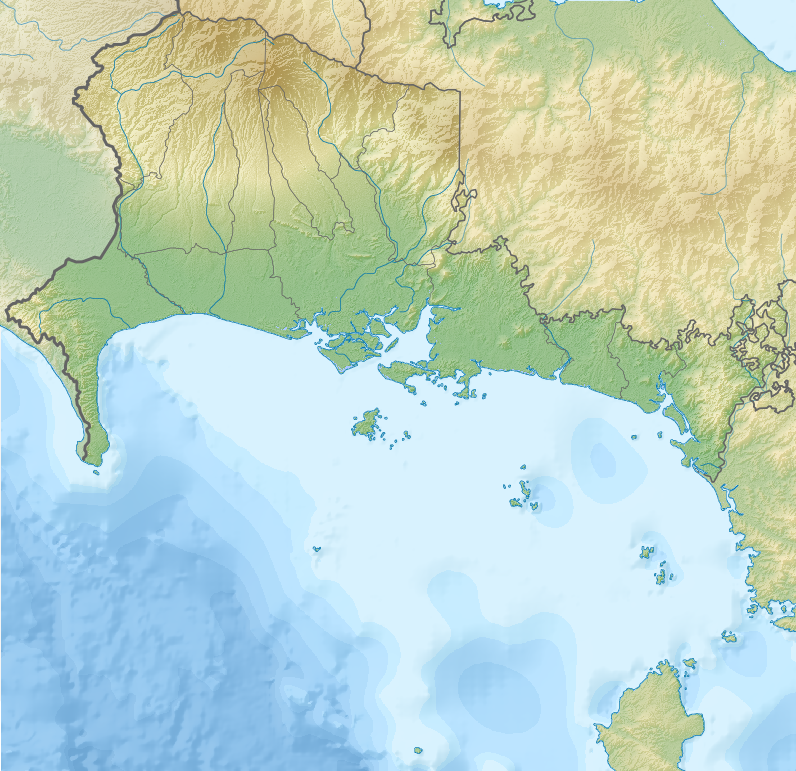
Mappa fisica di Chiriqui

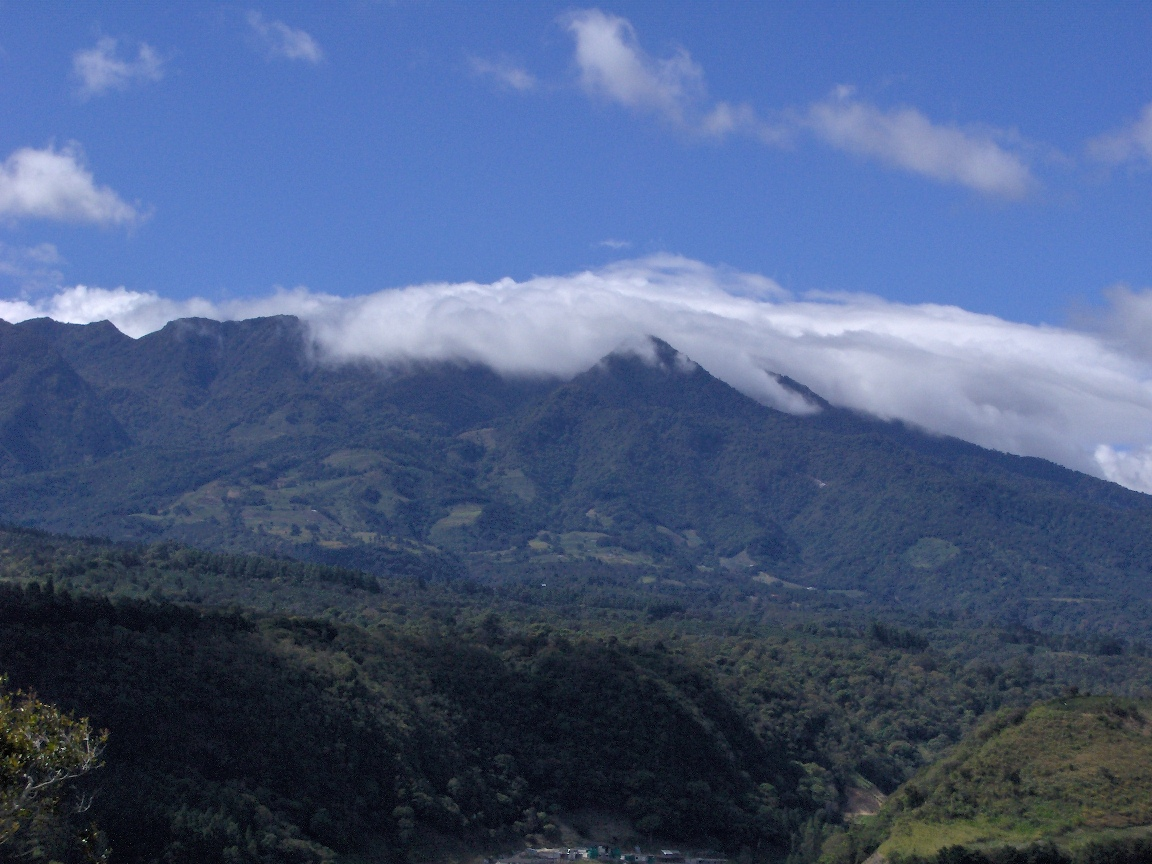
Il vulcano Barù

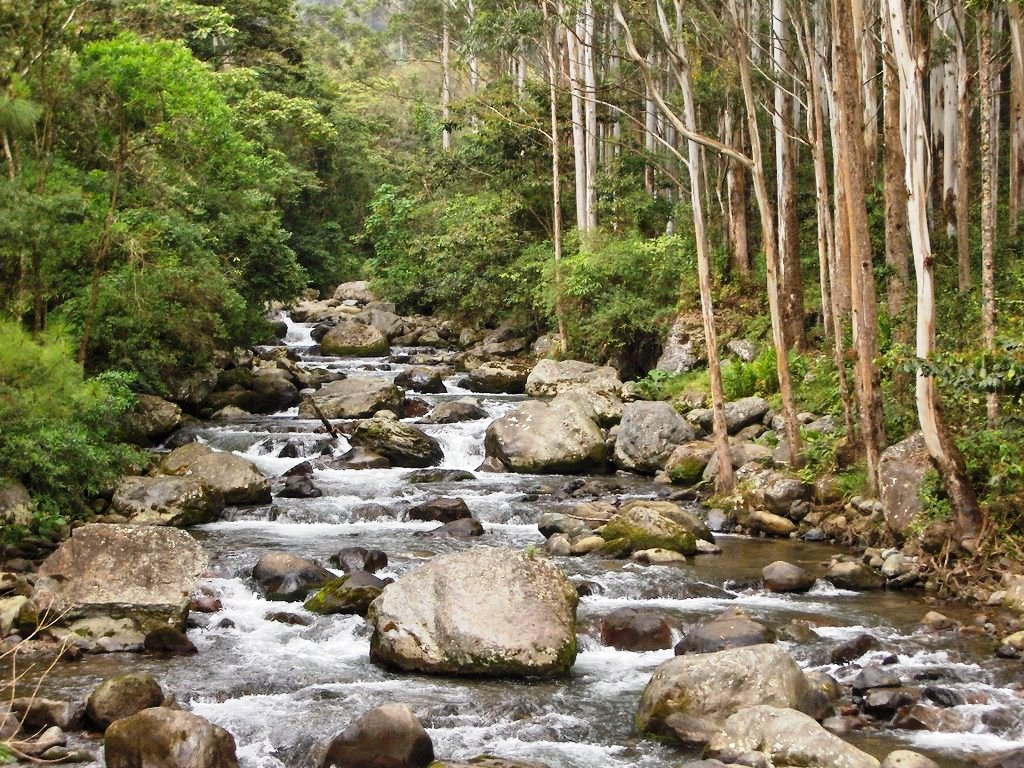
Fiume Caldera

Chiriquí ha una superficie di 6 547, 7 km². Tra i fiumi più importanti si segnalano Palo Alto, Caldera, Chiriquí, Chiriquí Viejo, Los Valles, Cochea, Colgá, Papayal, Agua Blanca, Piedra, David, Fonseca, San Félix, Tabasará. Molti di essi sfociano a sud, nell'oceano Pacifico.

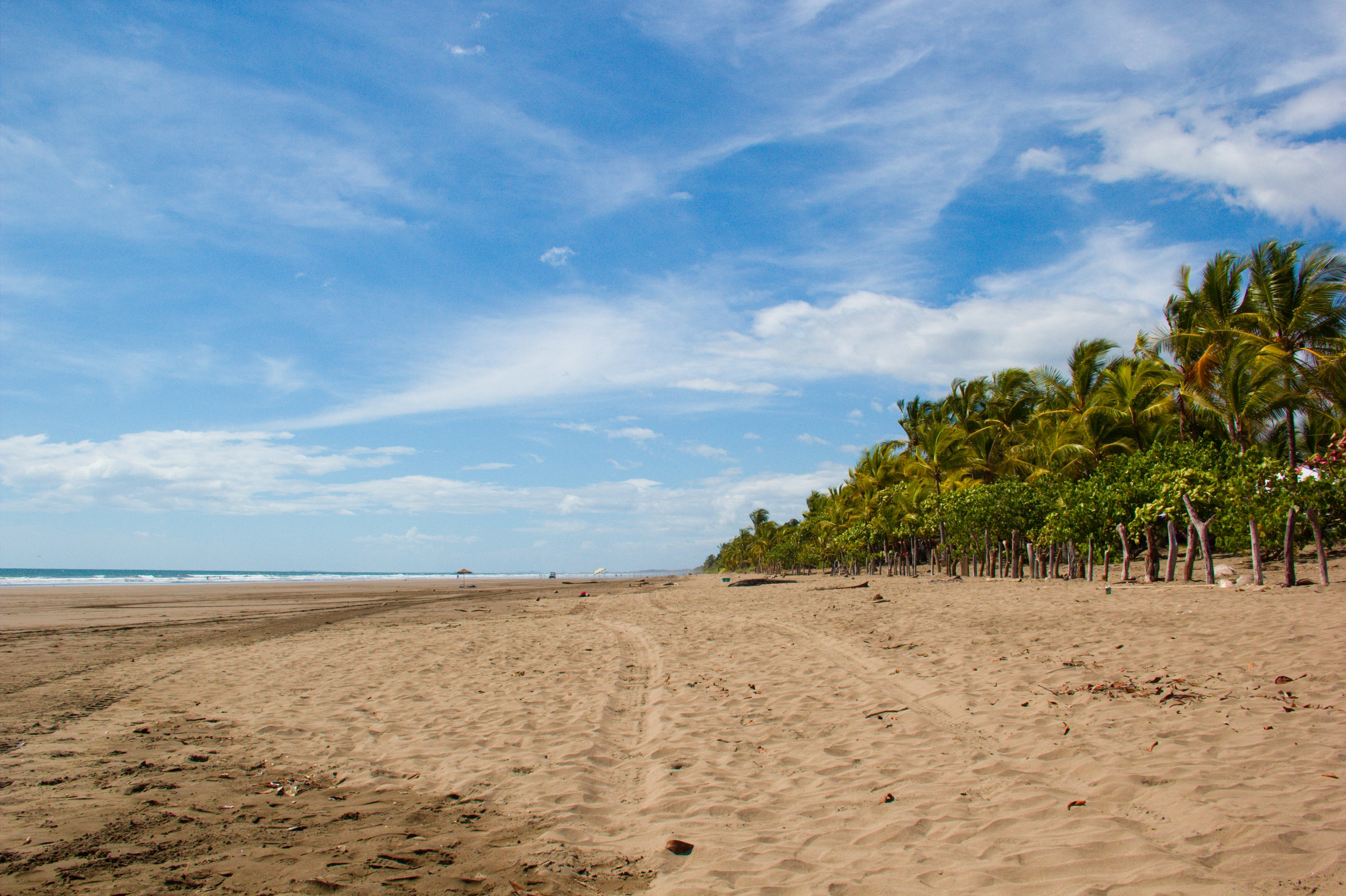
Spiaggia di Las Lajas, nel quartiere di San Félix

A nord di questa provincia si trova la Cordigliera di Talamanca, da cui nascono molti dei corsi d'acqua sopraccitati. Nella provincia di Chiriquí si trova anche la più alta cima del paese, il vulcano Barù (o vulcano Chiriquí): la vetta si trova a 3 475 metri sul livello del mare. Tra le altre sommità più elevate della zona si segnalano il Cerro Horqueta, il Cerro Picacho (2 874 m) e il Cerro Pando (2 468 m): nei pressi di quest'ultimo è situato un cippo di confine tra la Costa Rica e Panama.

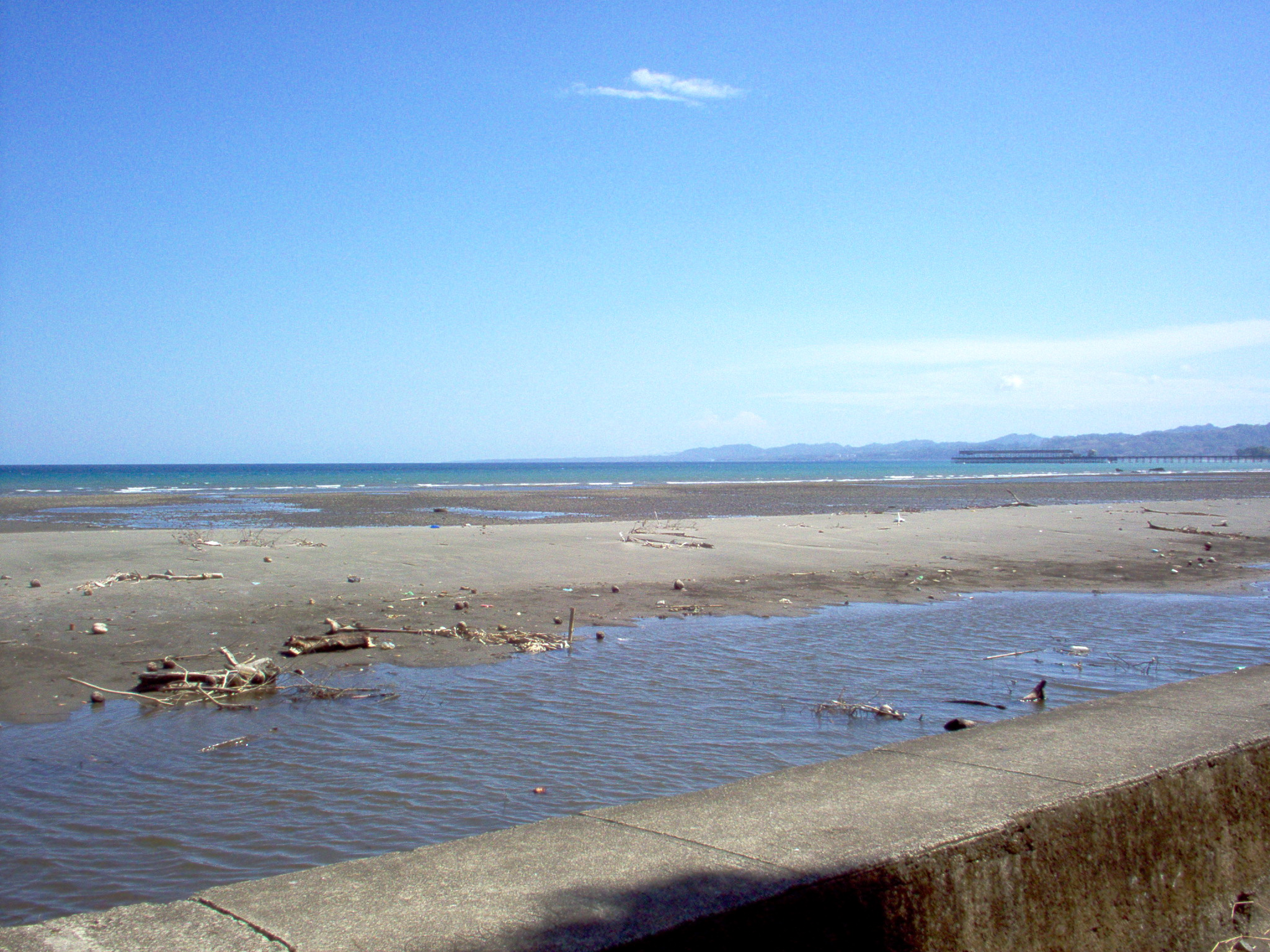
Puerto Armuelles e Punta Burica

La provincia di Chiriquí ospita un'enclave nell'estremo oriente, il corregimiento di Justo Fidel Palacios nel distretto di Tolé, che è separato dal resto della provincia dalla comarca Ngäbe-Buglé (distretto di Müna). A sua volta, il distretto di Tolé contiene due enclavi che appartengono alla regione di Ngäbe-Buglé.
La provincia rientra nella più ampia area del Gran Chiriquí, che comprende porzioni della Costa Rica e di Panama occidentale, dove sono stati rinvenuti insediamenti umani di circa 7 000 anni fa.

### Flora e fauna
La provincia di Chiriquí è tra le prime per biodiversità del paese. Accanto al confine con la Costa Rica si trovano gli altopiani della catena montuosa centroamericana (Cordigliera di Talamanca). A Chiriquí ci sono varie specie di piante, tra cui arachidi, mogano, cedro rosso, ceiba, cipressi, querce, frassini, allori, mangrovie, mesquite, pini, schinopsis e le cosiddette cuachalalates (Amphipterygium adstringens).
Esiste anche una grande varietà di animali, in particolare uccelli e rettili. Tra la fauna rientrano uccelli acquatici, boa, coccodrilli (tra cui il coccodrillo di palude, una specie endemica), pecari labiati, ocelotti, scimmie, porcospini, aluatte dal mantello, paca, opossum, rane, tartarughe, i rari cervi dalla coda bianca, iguane, tapiri, tucani dal collo giallo, pappagalli e il giaguaro, che è il più grande felino in America e il terzo più grande del mondo risiede proprio a Chiriquí.

## Società

### Evoluzione demografica
Nel 2010, si registrava una popolazione di 409 821 abitanti a Chiriquí, di cui la maggioranza di origine europea. Il distretto di David e i suoi comuni hanno il tasso di crescita più alto della provincia, seguito dai distretti di Barú e Tolé.
L'assimilazione culturale di vari popoli indigeni ed europei quali tedeschi, spagnoli, svedesi, baschi, scozzesi, italiani, svizzeri, francesi, olandesi e danesi che giunsero nella provincia tra la metà del XIX e l'inizio del XX secolo è testimoniata anche dalla presenza di alcuni cognomi caratteristici chiricani quali: Cozzarelli, Küchler, Antinori, Sagel, Athanasiadis, Carrazedo, Del Cid, Gozaine, Yangüez, Victoria, Maloff, Rangel, Fossatti, Quiel, Pitti, Frago, Fanovich, Santanach, Rovira, Sarlat, Troetsch, Franco, Araúz, Delgado. Gli europei costituiscono circa l'85% della popolazione chiricana.
Negli ultimi anni, gli immigrati sono ancora di origine europea, provenendo sia dai Paesi già citati, sia dai Paesi baltici. Esistono anche comunità di costaricani, colombiani, nicaraguensi, venezuelani e messicani.

### Religione

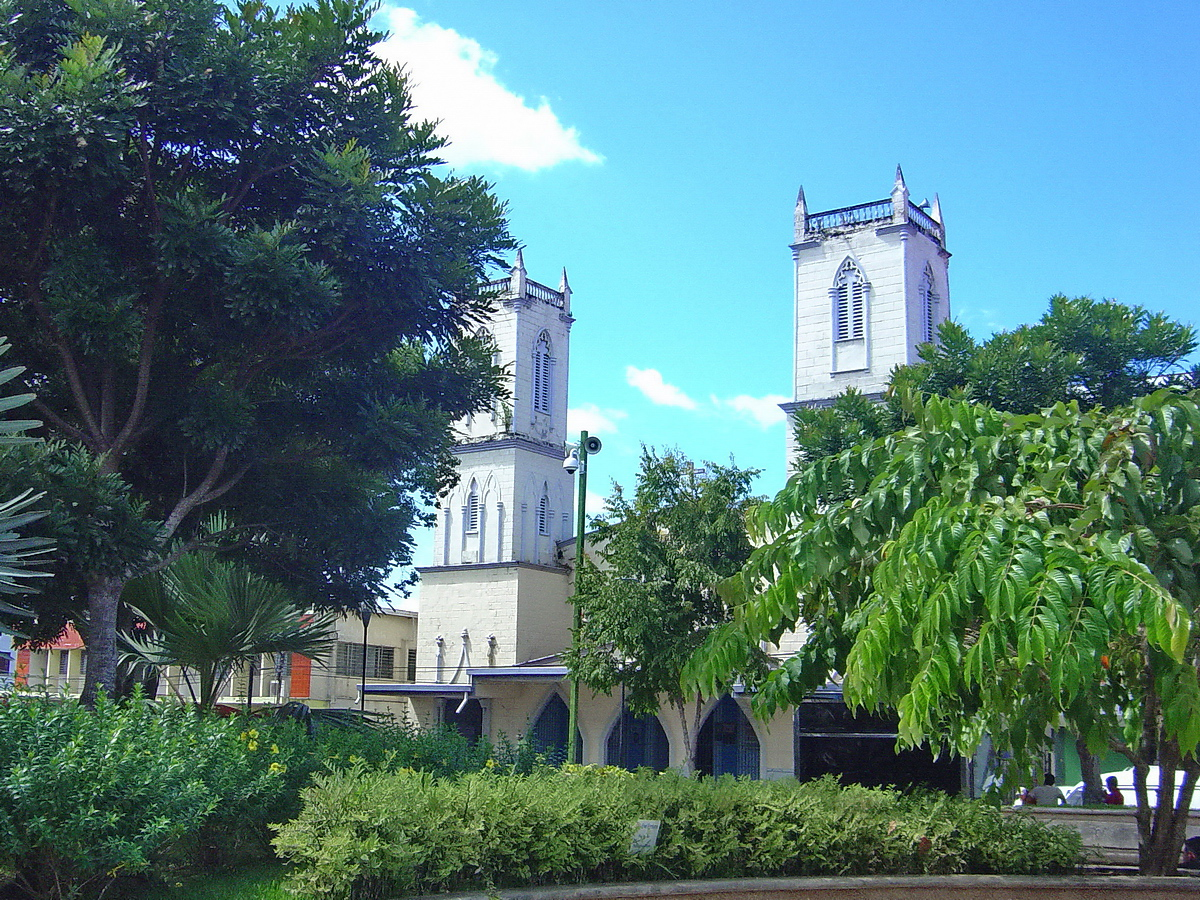
Cattedrale della Sagrada Familia presso David

Il 65% della popolazione chiricana professa il cattolicesimo sin dai tempi coloniali. Altri culti da segnalare sono l'evangelismo, il luteranesimo, il calvinismo e mennoniti. L'aumento dell'immigrazione ha portato nella provincia anche l'ebraismo, l'islamismo, il confucianesimo e il buddismo.

### Tradizioni e folclore

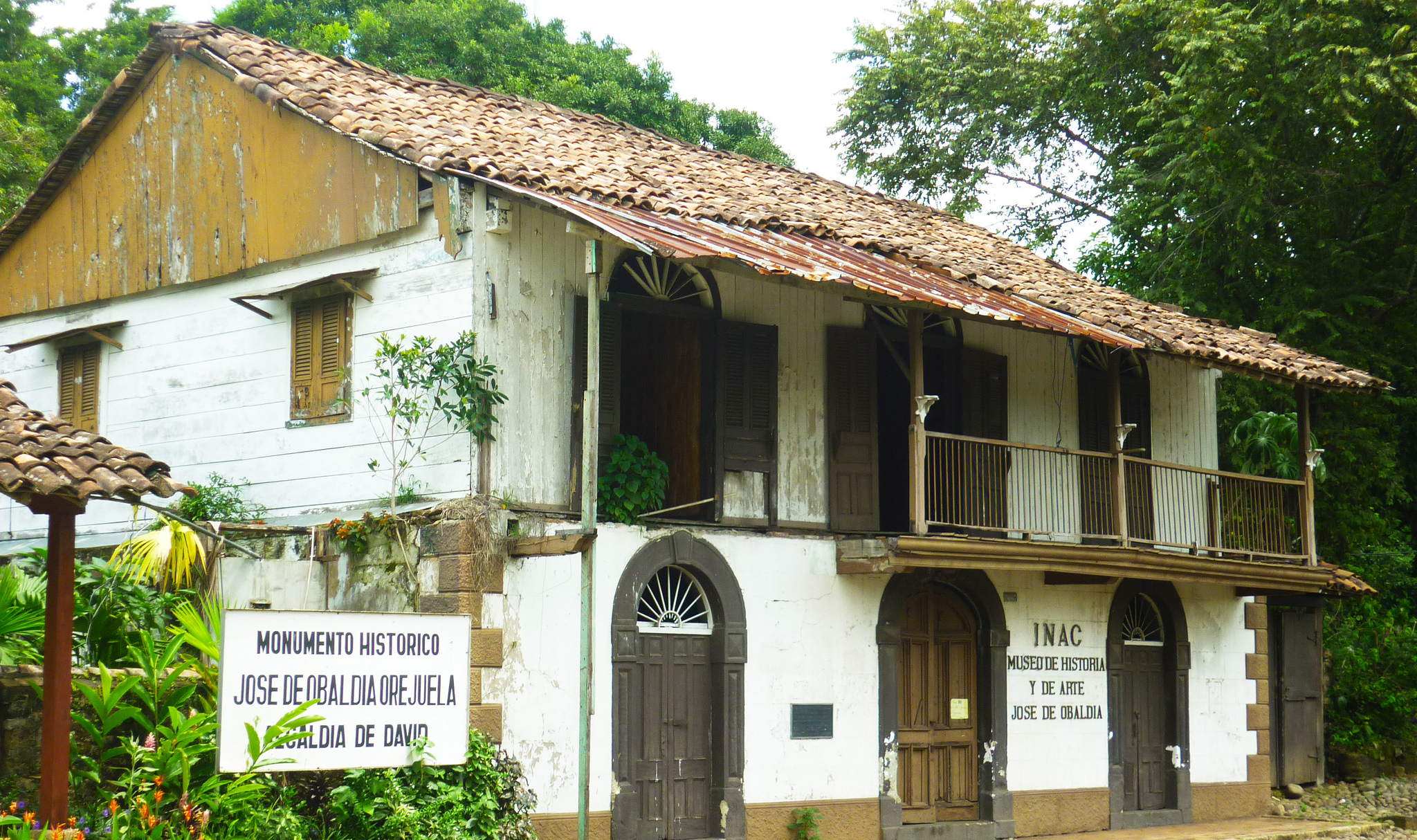
Museo José de Obaldía

Il popolo chiricano apprezza le tradizioni folcloristiche della provincia, come l'equitazione di San José, La Candelaria e San Juan, le corride e le feste locali come l'Almojabano con Queso, il Mono en Bijao e il Paseo de la Basquiña Chiricana.
La festa del santo patrono di David è la più seguita della provincia poiché cade in concomitanza della Fiera Internazionale di San José de David, la più importante del paese: inizia ogni anno il venerdì prima del 19 marzo e termina la prima domenica successiva al 19 marzo (giorno in cui cade San Giuseppe). Altre feste importanti sono la Fiera dei fiori e del caffè a Boquete (metà gennaio), le feste Candelaria a La Concepción (fine gennaio-inizio febbraio) e i carnevali a Dolega, Querévalos, Remedios e Lajas Beach.

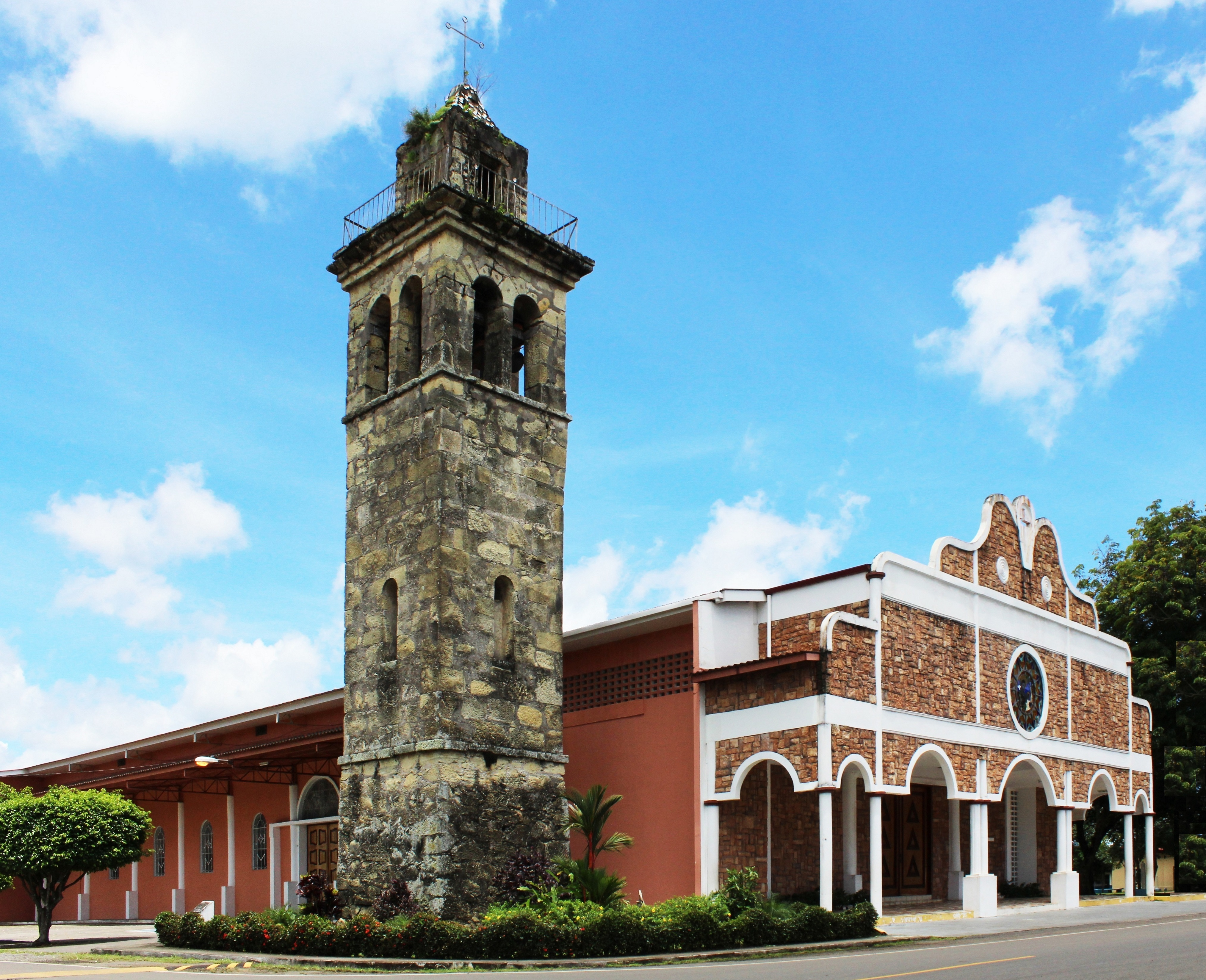
Cattedrale di San José de David

Il rodeo è praticato a Chiriquí e fa parte della cultura popolare.
Le danze tipiche di Chirirquí rinvengono le proprie radici nella tradizione contadina. Nella provincia di Chiriquí si accompagna il suono del tamburo ai ritmi delle danze. Tale strumento è una parte importante del folklore di Chiriquí, probabilmente perché simboleggia una sorta di sincretismo con i popoli europei e africani.
L'abbigliamento tradizionale locale è la cosiddetta Basquiña Chiricana, anche conosciuta come gonna chiricana (pollera chiricana).

## Cultura

### Istruzione
L'Università Autonoma di Chiriquí è la terza istituzione di istruzione superiore tra le cinque università statali. È la prima università autonoma e la prima creata nella regione occidentale del paese. Dal 1º aprile 1995 (come sancito dalla legge n. 26/1994), quest'università rientra nel processo di rafforzamento delle attività di ricerca e di studio che si svolgessero lontano da Panama, in modo da favorire lo sviluppo di sedi situate in località diverse del Paese.
La nascita dell'Università Autonoma di Chiriquí è il coronamento di un processo durato circa 45 anni. Le lezioni furono tenute per la prima volta a Chiriquí nel 1951. Nel 1958 proseguì il potenziamento delle facoltà universitarie. Più tardi nel 1969 divenne il Centro universitario regionale di Chiriquí (CRUCHI) e oggi l'Università autonoma di Chiriquí (UNACHI).
L'Università tecnologica di Panama, con sede a Chiriquí, negli ultimi anni è entrata a far parte della lista dei percorsi di studio disponibili nella provincia. Attualmente vede la presenza di oltre 1 600 studenti, come attesta il sito ufficiale UTP.

## Geografia antropica

### Suddivisioni amministrative
La provincia di Chiriquí è divisa in 14 distretti e 103 comuni:
| Distretti     | Corregimienti | Capoluogo del distretto |
| ------------- | --- | ----------------------- |
| Alanje        | Alanje, Divalá, El Tejar, Guarumal, Palo Grande, Querevalo, Santo Tomás, Canta Gallo, Nuevo México                                                       | Alanje                  |
| Barú          | Puerto Armuelles, Limones, Progreso, Baco, Rodolfo Aguilar Delgado                                                                                       | Puerto Armuelles        |
| Boquerón      | Boquerón, Bágala, Cordillera, Guabal, Guayabal, Paraíso, Pedregal, Tijeras                                                                               | Boquerón                |
| Boquete       | Bajo Boquete, Caldera, Palmira, Alto Boquete, Jaramillo, Los Naranjos                                                                                    | Bajo Boquete            |
| Bugaba        | La Concepción, Aserrío de Gariché, Bugaba, Gómez, La Estrella, San Andrés, Santa Marta, Santa Rosa, Santo Domingo, Sortová, El Bongo, Solano, San Isidro | La Concepción           |
| David         | David, Bijagual, Cochea, Chiriquí, Guacá, Las Lomas, Pedregal, San Carlos, San Pablo Nuevo, San Pablo Viejo, David Este, David Sur                       | David                   |
| Dolega        | Dolega, Dos Ríos, Los Anastacios, Potrerillos Arriba, Potrerillos Abajo, Rovira, Tinajas, Los Algarrobos                                                 | Dolega                  |
| Gualaca       | Gualaca, Hornito, Los Ángeles, Paja de Sombrero, Rincón                                                                                                  | Gualaca                 |
| Remedios      | Remedios, El Nancito, El Porvenir, El Puerto, Santa Lucía                                                                                                | Remedios                |
| Renacimiento  | Río Sereno, Breñón, Cañas Gordas, Monte Lirio, Plaza de Caisán, Santa Cruz, Dominical, Santa Clara                                                       | Río Sereno              |
| San Félix     | Las Lajas, Juay, San Félix, Lajas Adentro, Santa Cruz | Las Lajas               |
| San Lorenzo   | Horconcitos, Boca Chica, Boca del Monte, San Juan, San Lorenzo                                                                                           | Horconcitos             |
| Tierras Altas | Volcán, Cerro Punta, Cuesta de Piedra, Nueva California, Paso Ancho                                                                                      | Volcán                  |
| Tolé          | Tolé, Cerro Viejo, Potrero de Caña, Quebrada de Piedra, Bella Vista, El Cristo, Lajas de Tolé, Justo Fidel Palacios, Veladero                            | Tolé                    |

Con la legge n. 55 del 13 settembre 2013, è stata approvata la creazione del distretto di Tierras Altas, composto dai distretti di Cerro Punta, Cuesta de Piedra, Nueva California, Paso Ancho e Volcán, che appartenevano al distretto di Bugaba e avevano come capoluogo Volcán. Sempre per mezzo di questo provvedimento legislativo, è stato istituito il corregimiento di Solano, separandolo in tal modo dal distretto di La Concepción (distretto di Bugaba). Il nuovo distretto è entrato in vigore il 1º luglio 2017, dopo che la sua costituzione era stata inizialmente in data 2 maggio 2019.

## Economia

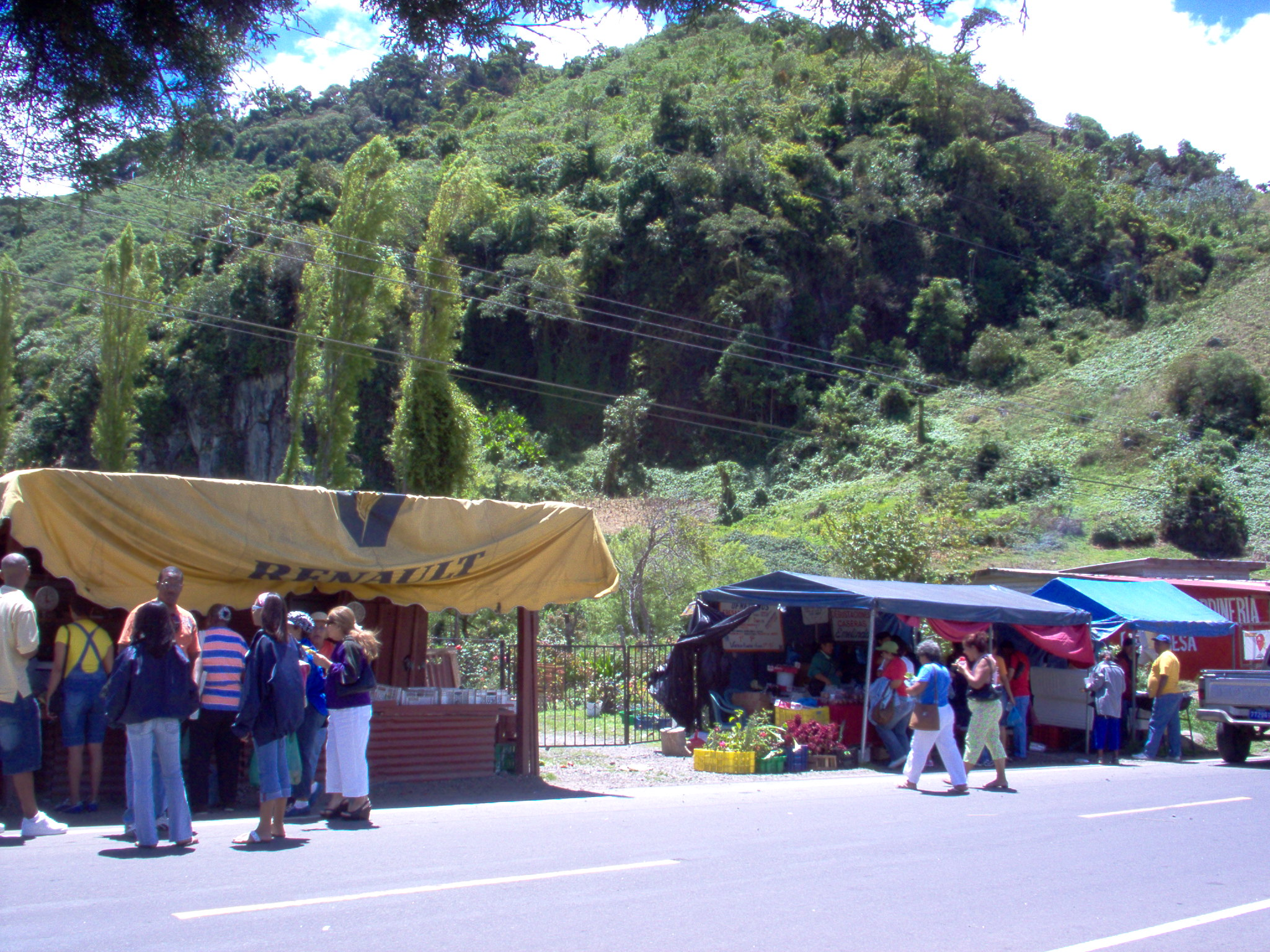
Cerro Punta, uno dei centri con la maggiore produzione agricola a Panama

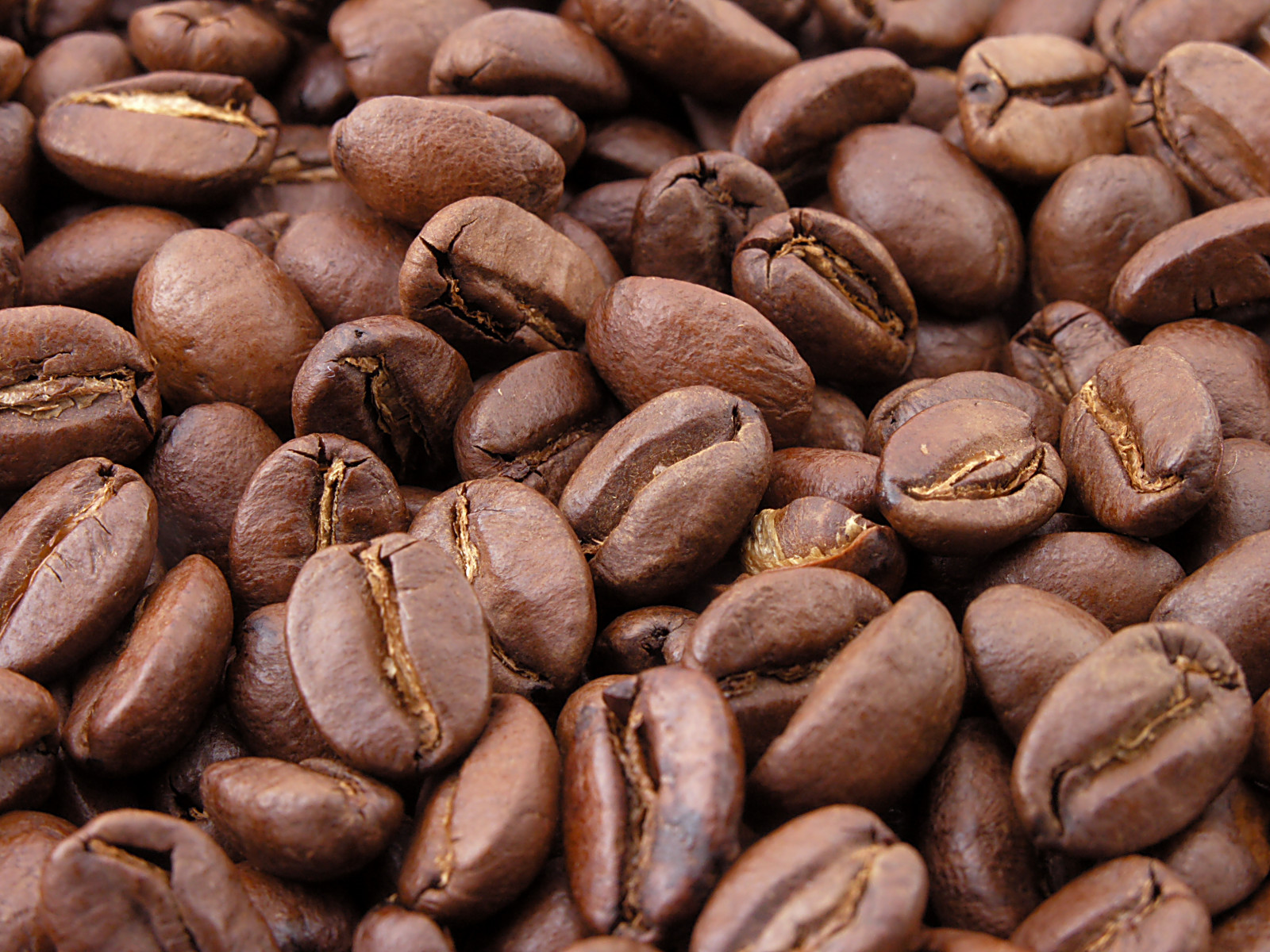
Nel distretto di Boquete si produce uno dei migliori caffè di Panama

L'economia di Chiriquí si basa principalmente sulla produzione agricola e zootecnica. Le principali attività commerciali avvengono a David, il capoluogo della provincia e principali insediamento a nord del Paese. Negli ultimi anni la provincia si è aperta al turismo, investendo anche nella ristrutturazione e nell'espansione dell'aeroporto internazionale Enrique Malek in modo che potesse ricevere più voli, anche internazionali. Altri lavori volti a migliorare le rotte stradali sono avvenuti tra Santiago de Veraguas e San José da David per velocizzare i trasporti lungo la panamericana.

### Turismo
Il turismo ha iniziato di recente a muovere i primi passi nella provincia per attirare sia viaggiatori panamensi sia internazionali. Ci si è concentrati sul turismo balneare, sulle escursioni e sull'agroturismo.
Alcuni siti di interesse:
- David: capoluogo della provincia. Ha una popolazione di 118 000 abitanti e questa città è la terza per popolazione. Alla fine del XIX secolo, David contava solo sei strade, di cui quattro appartenevano al centro della città, oggi noto come Barrio Bolivar.
- Boquete: situata a soli 45 minuti dalla città di David c'è Boquete, un luogo noto come "la città dell'eterna primavera" o "la città dei fiori e del caffè".
- Cerro Punta: città situata nella zona settentrionale della provincia di Chiriquí. Ha un clima piacevole, giardini ben curati, suggestivi panorami e vi operano molti agricoltori.
- Volcán: città situata alle pendici del vulcano Barù. Dalla sua vetta situata a 3 475 metri sul livello del mare, è possibile ammirare sia l'oceano Pacifico sia il mar dei Caraibi. Volcán è comunemente chiamata la "Piccola Svizzera", poiché molti immigrati di questo paese si stabilirono qui e costruirono piccole ville con l'architettura tipica della loro città di origine.[20]
- Parco internazionale La Amistad: noto in acronimo come PILA, occupa 207 000 ettari ripartiti tra Chiriquí e (soprattutto) Bocas del Toro, di cui 62,1 ettari appartengono a Chiriquí. È stato dichiarato Patrimonio dell'Umanità dall'UNESCO per via della grande importanza che ha per la conservazione e la biodiversità nello Stato di Panama e nell'intero continente.

## Infrastrutture e trasporti
Le principali reti di trasporto sono composte da:
- Aeroporto internazionale Enrique Malek: i voli nazionali sono gestiti principalmente dalla Copa Airlines, i voli regionali da Air Panama.
- Autostrada panamericana: attraversa da est a ovest la provincia.
- Autobus: i terminal principali sono situati a Utranchiri, Panachif, David-Panama Terminal, Tracopa che viaggia dalla Costa Rica a David e viceversa, e Tica Bus; che viaggia da Panama, attraversa David in Costa Rica e in altri paesi dell'America centrale.
- Porto di Pedregal.

## Amministrazione
La massima autorità nella provincia di Chiriquí è il governatore. La sede della giunta e dell'autorità giudiziaria provinciale si trovano nella capitale della provincia, a David. Il governatore era nominato dal presidente di Panama. Una serie di riforme della costituzione nazionale ha stabilito che dalle elezioni del 2014 il governatore viene eletto con voto popolare per un periodo di cinque anni.

## Sport

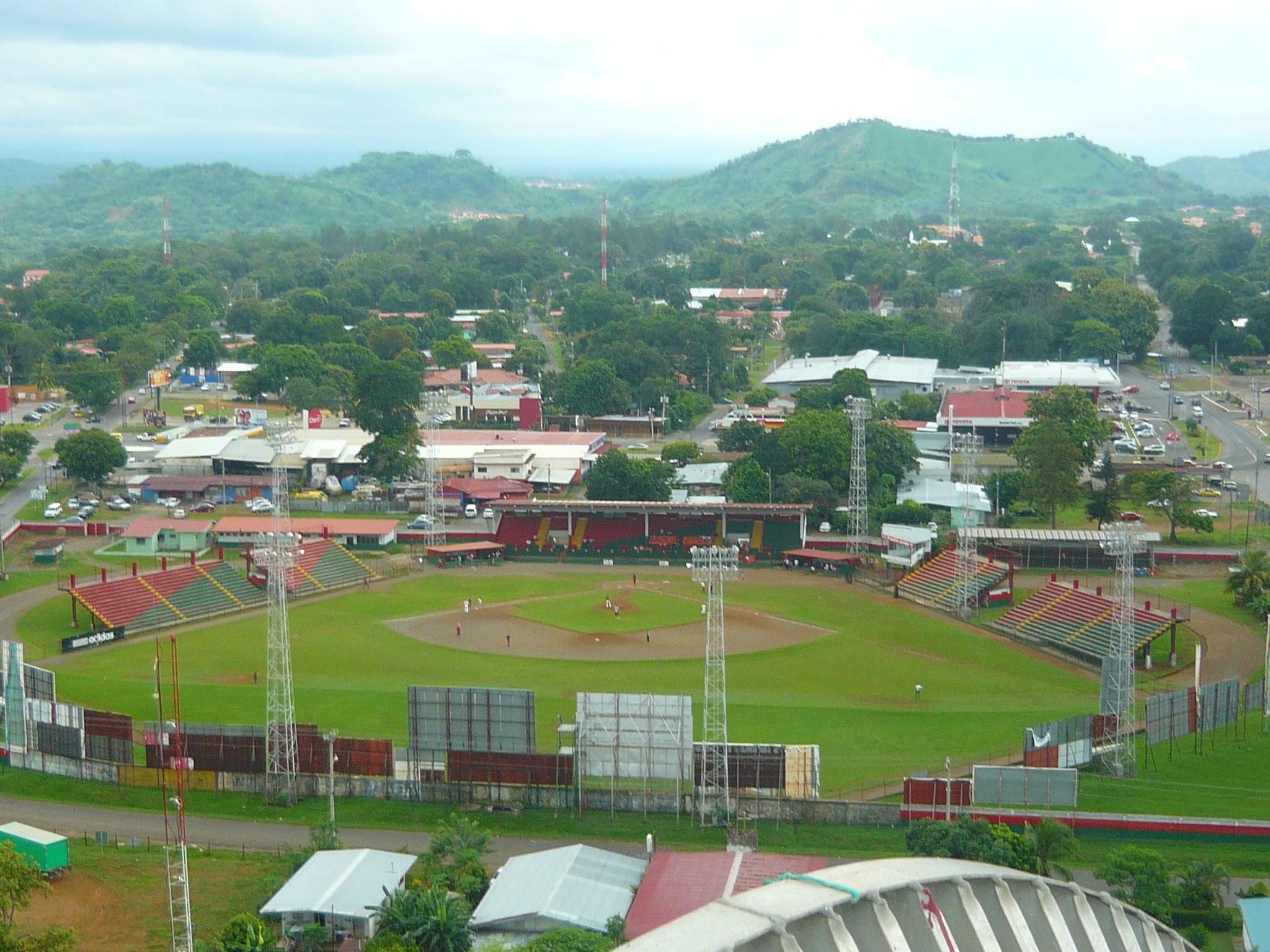
Stadio Kenny Serracin

Lo sport preferito dei chiricani è il baseball; Chiriquí vanta due squadre nelle leghe di baseball provinciali: il CB Chiriquí e il Chiriquí Occidente; il primo team ha conquistato nella sua storia 14 titoli nazionali di baseball e 9 titoli giovanili. Chiriquí Occidente non ha ancora invece vinto titoli nazionali in nessuna categoria (giovanili e maggiori).
Lo stadio Kenny Serracín è un'arena di baseball situata a David con una capacità di 9 000 spettatori ed è la sede della squadra maggiore e giovanile di baseball del CB Chiriquí. Lo stadio Glorias Deportivas Baruenses, casa della squadra di Chiriquí Occidente, è situato a Puerto Armuelles, nel distretto di Barú e ha una capacità di circa 2 000 spettatori.
Nel calcio, spiccano l'Atlético Chiriquí e il Bryan F.C. squadre che partecipano alla Liga Nacional de Ascenso panamense (corrispondente alla Serie B italiana).
Nel basket la squadra principale è il Toros de Chiriquí, che partecipa alla Liga Profesional de Baloncesto nazionale (corrispondente alla LBA italiana).